# Kwilu (rivière)
Cet article concerne l’affluent du Kasaï. Pour l’affluent du Congo, voir Kwilu (rivière des Cataractes). Pour l’affluent du Kwango, voir Kwilu (affluent du Kwango). Pour les autres significations, voir Kwilu.
Le Kwilu est une rivière du bassin du fleuve Congo, dans le Bandundu en république démocratique du Congo et l’Uíge en Angola, et un affluent du Kasaï. 

## Géographie
En République démocratique du Congo, elle traverse la province du Bandundu du Sud vers le Nord, passant notamment par Gungu, Kikwit, Bulungu, Bagata et la ville de Bandundu où elle se jette dans le Kasaï.

## Propriétés
C’est une rivière à méandres. À l’embouchure, elle a une largeur de 950 mètres. Son lit est composé de sable.